# Fanfare
Pour les articles homonymes, voir fanfare (homonymie).
Pour le film de 1958, voir Fanfare (film).
 (août 2023).
Motif : Cf. plan. Quel(s) sujet(s) est/sont admissible(s), i.e. documenté(s) par des sources secondaires centrées ?
 (novembre 2018).

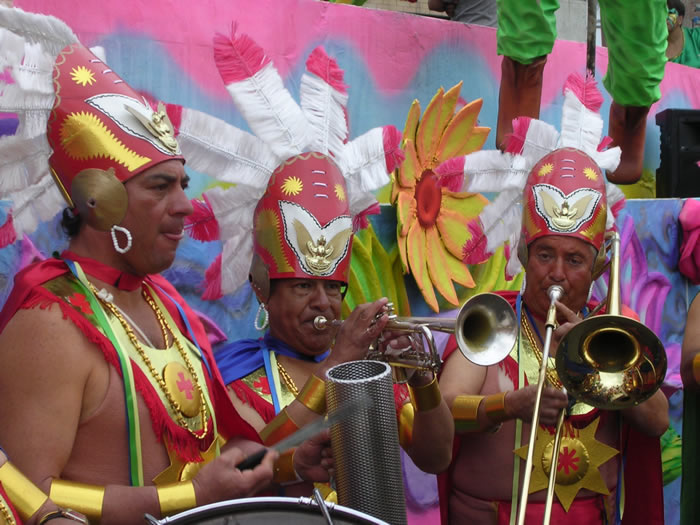
Fanfare du Carnaval des Noirs et Blancs de San Juan de Pasto en Colombie.

Terme polysémique, le mot fanfare peut désigner différentes compositions musicales et divers ensembles de cuivres, accompagnés ou non de percussions.

## Compositions musicales
- En ethnomusicologie, une fanfare est une mélodie plutôt disjointe (sans seconde), utilisant le plus souvent le redoublement des harmoniques d'une note fondamentale ; par exemple, la chanson enfantine Jean de la Lune est une fanfare basée sur trois notes (ici : sol, si et ré).

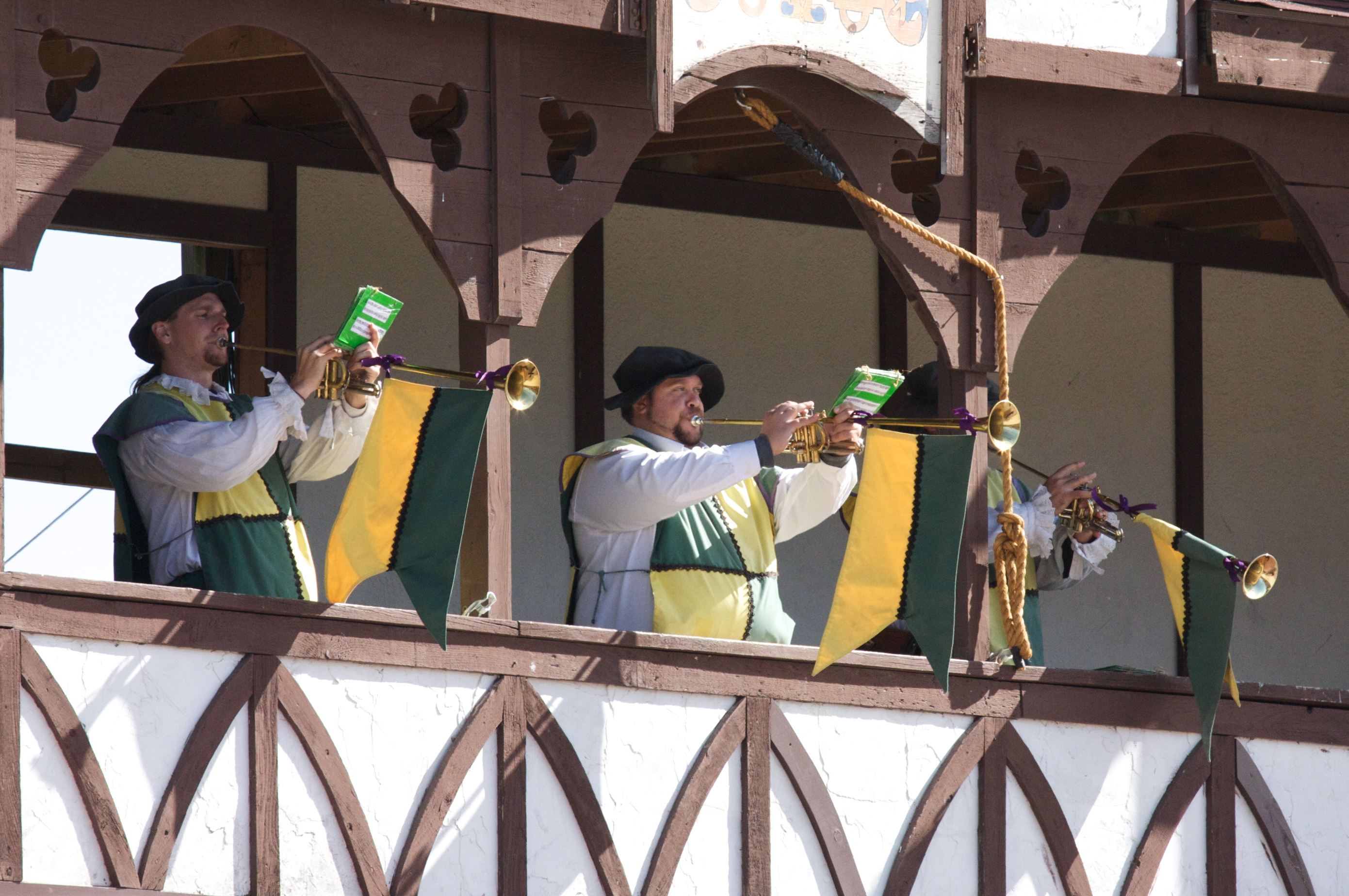
Trompettistes jouant des fanfares.

- Une fanfare est également une sonnerie, une phrase musicale souvent courte, parfois plus longue, à une ou plusieurs voix, servant de signal et jouée par un ou plusieurs instruments de musique de la famille des cuivres lors de manifestations civiles (chasse à courre…) ou officielles (inauguration…), de cérémonies religieuses (sacre ou couronnement…) ou militaires (commémoration…)[1]. Les premières sonneries guerrières de trompettes et fanfares de chasse aux cors naturels sont citées par Marin Mersenne dans ses Harmonicorum Libri de 1637, mais, dès le Moyen Âge, les enluminures et les miniatures des manuscrits, les tapisseries, les sculptures et les tableaux témoignent des circonstances de l'utilisation de ces compositions. Les péplums  sur la Rome Antique, la Grèce antique ou l'Égypte antique nous font entendre (et voir) maintes fanfares, interprétation éclectique du cinéma italien et hollywoodien.
- Symbolisant généralement des airs de chasse ou de musique militaire, c'est également une œuvre ou une partie d'œuvre musicale composée plus spécifiquement pour les cuivres ou les pupitres de cuivres d'un orchestre symphonique ou d'harmonie. Les plus célèbres sont extraites de l’Aïda de Verdi, des Troyens de Berlioz ou du Tannhäuser de Wagner, mais Monteverdi dans son Orfeo, Lully dans son Te Deum, Rameau dans Castor et Pollux, Mouret Fanfares royales, Zelenka Fanfares équestres, Méhul La Chasse du Jeune Henri, Rossini Fanfare de chasse, Dukas Fanfare pour précéder La Péri, de Falla Fanfare sur le nom d'Arbos, Ravel Fanfare en prélude à l’Éventail de Jeanne… et bien d'autres ont aussi composées. Le cinéma dans ses musiques utilise souvent des fanfares, particulièrement dans les films d'aventures héroïques comme le Superman, les Indiana Jones ou les Star Wars composés par John Williams.

## Ensembles musicaux
Par définition, une fanfare est un ensemble de musiciens dont les instruments sont exclusivement des cuivres accompagnés occasionnellement de percussions.
- Avec des instruments à sons naturels, c'est un ensemble :
  - de trompes de chasse pour la vénerie.
  - de trompettes de cavalerie, de cors de chasse ou de clairons, pour la musique militaire ; ils peuvent être mixés et soutenus par des timbales, tambours, grosse caisse, cymbales et même de glockenspiels ou de fifres ; s'y ajoutent parfois des cuivres graves (tubas, saxhorns, hélicons ou sousaphones) ; voir orchestre de batterie-fanfare.
- Avec les cuivres de l'orchestre symphonique classique (trompettes, cors d'harmonie, trombones, tuba) et des timbales, c'est un ensemble souvent spécialisé dans un répertoire allant du Moyen Âge à la période classique, mais jouant aussi des pièces de musique contemporaine. Son appellation assez courante est Grand ensemble de cuivres.
- Avec des cornets à piston, bugles, altos, trombones, euphoniums, tubas, saxhorns basses et contrebasses et un pupitre très complet de percussions, c'est un orchestre à vent fort courant en Angleterre, Suisse, Belgique, Hollande et Allemagne ; son nom en français est orchestre de fanfare ou ensemble de cuivres, mais l'anglicisme brass band est de plus en plus employé. Le film britannique de 1996 Les Virtuoses (Brassed Off) évoque l'histoire d'un orchestre de fanfare de mineurs participant à la finale du championnat national anglais.
- Par analogie et simplification, une fanfare peut également désigner un groupe de musiciens amateurs formé de cuivres, mais aussi de bois, notamment de flûtes traversières, de clarinettes et de saxophones. Leur véritable appellation devrait être harmonie-fanfare (en France) ou fanfare mixte (en Suisse), ces formations étant intermédiaires entre l'orchestre d'harmonie et l'orchestre de fanfare cité précédemment. Leur diversité instrumentale est souvent due à la difficulté, dans un secteur donné, souvent  rural, de trouver l'ensemble des musiciens nécessaires à la réalisation d'un orchestre complet plus structuré. Il s'y ajoute parfois des instruments d'ordonnance (clairons, cors de chasses, tambours…) venant d'orchestres de batterie-fanfare. Ils participent à la vie locale en animant des événements régionaux et parfois en les créant (concerts, dîners champêtres, festivals…).

### Orchestres militaires
« Fanfare » est fréquemment employé pour désigner des ensembles à vent appartenant aux différents corps d'armée de tous pays, quel que soit leur effectif instrumental. Qu'il s'agisse d'orchestre d'harmonie, de brass band, de big band, de jazz band, de batterie-fanfare, de clique, de guggenmusik ou autres orchestre de cuivres, tous sont le plus souvent nommés sous le terme générique de « fanfare ». Certaines armées nationales possèdent de nombreuses formations, comme la Suisse avec ses trois fanfares d'école de recrues, ses huit orchestres d'harmonie, ses huit brass bands et ses cinq orchestres d'armée.

### Fanfares d'écoles supérieures
Sur le modèle des fanfares des Beaux-Arts, apparues dès 1948 et issues de la section architecture de l'École des Beaux-Arts, quelques écoles d'ingénieur et écoles de médecine ont leurs fanfares ou leurs harmonies-fanfares. Elles se font connaître par les festivals (Montpellier, Fleurance, Lyon, Crest ou Thoissey), les ferias (Vic-Fezensac, Arles, Nîmes ou Dax) ou par le Concours des Fanfares des Beaux-Arts. Les fanfares de ces écoles sont souvent un élément important de la vie associative, par l'ambiance qu'elles mettent en diverses occasions. Certains membres de ces fanfares y débutent la musique dans un contexte festif, à un âge où l'admission dans un conservatoire ou une école de musique est souvent difficile. À la suite de leurs études, un certain nombre de musiciens de ces fanfares étudiantes poursuivent leur pratique, dans des fanfares souvent constituées d'une base d'anciens étudiants mais s'ouvrant aussi à d'autres musiciens.
Depuis une dizaine d'années, certaines universités publiques ont également leur fanfare, comme l'Université Paris 8, l'Université Paris Saclay et l'Université d'Angers.
Il existe également des fanfares lycéennes, comme les Incorruptibles (lycée Aristide Briant, Saint-Nazaire), ou la fanfare de Bellevue, anciennement les Rats en Congé (lycée Bellevue, Le Mans). 

## Termes et expressions associés
- Un fanfariste : un musicien d'une fanfare.
- Un fanfaron : personne vantarde, fier-à-bras.
- Une arrivée en fanfare : entrée avec panache, mais quelquefois tapageuse.
- Un réveil en fanfare : à l'origine, aubade donnée certains jours de fête en l'honneur de quelqu'un, aujourd'hui, réveil bruyant et tapageur.
- Une fanfouille : orchestre ou groupe jouant fort et faux. (Plaisanterie de musicien : pourquoi une fanfouille joue en marchant ? … pour s'éloigner du bruit.'’).

#### Bases de données et notices
- Notices dans des dictionnaires ou encyclopédies généralistes :   - Gran Enciclopèdia Catalana
  - Nationalencyklopedin
  - Treccani
- Notices d'autorité :   - BnF (données)
  - LCCN
  - Israël
  - Tchéquie